# Krystjo Christow
Krystjo Christow, bułg. Кръстьо Христов (ur. 5 kwietnia 1945) – bułgarski lekkoatleta specjalizujący się w biegach sprinterskich.
Trzykrotnie zdobył złote medale mistrzostw Bułgarii w biegu na 400 metrów (1970, 1971, 1972). W 1971 r. wystąpił w Sofii na halowych mistrzostwach Europy, zdobywając brązowy medal w biegu sztafetowym 4 x 2 okrążenia.